# Feanwâldsterwâl
Feanwâldsterwâl (en néerlandais : Veenwoudsterwal) est un village des communes néerlandaises de Dantumadiel et de Tytsjerksteradiel, dans la province de Frise.

## Géographie
Le village est situé dans le nord de la Frise, légèrement au sud-ouest de Feanwâlden. Sa partie sud fait partie de Tytsjerksteradiel.